# Gymnoscelis mesophoena
Gymnoscelis mesophoena là một loài bướm đêm trong họ Geometridae.